# دوبروشکا
دوبروشکا (به چکی: Dobruška) یک منطقهٔ مسکونی و شهرستان دارای شهرک سابقاً روستا در جمهوری چک است که در ناحیه ریخنوف ناد کنیژنوو واقع شده‌است. دوبروشکا ۷٬۰۸۹ نفر جمعیت دارد.